# Свадебный разгром
«Свадебный разгром» (англ. A Few Best Men) — художественный фильм совместного производства США, Великобритании и Австралии 2011 года режиссёра Стефана Эллиотта о веселой австралийской свадьбе.

## Сюжет
Во время путешествия по Австралии Дэвид познакомился с местной девушкой по имени Миа. Они практически не расставались и влюбились друг в друга. Возвратившись в Лондон, Дэвид объявил своим друзьям, что собирается жениться, но дело в том, что он сирота и у него есть только трое друзей. Они дружно отправляются в Австралию, чтобы познакомиться с родителями невесты и организовать свадьбу по высшему разряду. По старинной традиции, перед свадьбой должна состояться последняя холостяцкая вечеринка, справлять которую компания друзей начинает ещё по дороге, и в результате к моменту прибытия на церемонию они успевают нажить проблемы с мафией.

## В ролях
| Актёр              | Роль          |
| ------------------ | ------------- |
| Ксавьер Сэмюэл     | Дэвид         |
| Лора Брент         | Миа (Мия)     |
| Крис Маршалл       | Том           |
| Кевин Бишоп        | Грэм          |
| Тим Драксл         | Люк           |
| Ребел Уилсон       | Дафни (Дафна) |
| Оливия Ньютон-Джон | Барбара       |

## Прокат для домашнего просмотра
На Blu-Ray и DVD в США фильм вышел 7 июня 2012. Русский дубляж был сделан студией «Пифагор».

## Реакция критиков
Фиона Вилльямс из SBS назвала фильм таким же «веселым, как похороны», наградив фильм одной звездой из пяти.